# Императорска гвардия (Русия)
Вижте пояснителната страница за други значения на Императорска гвардия.
Императорската гвардия, наричана също Лейбгвардия (на руски: Лейб-гвардия; от немски: Leib - тяло, и от латински: guardia – защита, охрана), е привилегирована охранителна войска във въоръжените сили на Руското царство и в Руската империя.
Изпълнява функциите на лична охрана на императора, а при война освен тези задачи изпълнява и особено отговорни мисии, често с такива загуби, при които обикновените войски панически побягват.

## История
Води началото си от Учебните войски (Потешные войска), създадени (въз основа на Петровския полк) от баща му цар Алексей за военно обучение на 4-годишния княз и бъдещ цар и после император Петър Велики (1672 – 1725). През 1700 г. 2 полка от тези войски – Преображенски и Семьоновски, са наименувани „лейбгвардейски“; същата година те се отличават с героизъм в Битката при Нарва – остават последни на бойното поле въпреки оттеглянето на другите руски части. От същата Велика северна война лейбгвардейските полкове се използват като основна ударна сила на армията.
Император Павел I усилва полковете. Старае се да „въведе ред“, като уволнява офицерите, които само номинално се числят в гвардията. Това, заедно с въведените телесни наказания за дворяните, спомага за недоволството в дворянството, довело до свалянето му.
Гвардията се развива и увеличава при император Александър I, взема участие във всички войни, водени от него. Силите са обединени в Гвардейски корпус, създадени са нови формирования, включително военноморската част Гвардейски екипаж.
Към началото на Първата световна война гвардията е сведена в 4 пехотни и 2 кавалерийски дивизии и редица полкове и самостоятелни подразделения (на равнище батальони и роти). Командва се от генерал-адютант, генерал от кавалерията, главнокоманващ войските на Гвардията и Петербургския военен окръг великия княз Николай Николаевич Младши.
След Октомврийската революция (1917) гвардията е разформирована. Скоро обаче гвардейските формирования са възстановени и участват в Гражданската война срещу болшевиките.

## Кадри
При Петър I гвардията се попълва предимно от дворяни и само при значители бойни загуби се приемат други воини; тогава за получаване на офицерско звание се изсква премината войнишка служба. След неговата смърт това правило все повече се нарушава, дворяните са записвани още деца на „служба“ като подофицери (а фактически не служат) и на 15-16-годишна възраст „дослужват“ за офицери. Така понякога полковете имат до 4000 свръхщатни подофицери, никога не служили. Към края на XVIII век войници се набират основно от нисшите съсловия.
Огромната част от гвардейските офицери към края на XIX век са богати потомствени дворяни: в кавалерията са 96,3 %, а в пехотата са 90,5 %. Длъжни са да поемат напълно издръжките на военната си служба, включително придобиването на оръжие и ездитни коне. Традиции и властта изискват от тях особен блясък: разходи за другарски вечери, пищни букети за императрицата и полковите дами, подаръци за излизащите в оставка другари, файтони, непременно най-скъпите кресла в театъра и пр. Строго се контролират браковете: длъжни са да се женят само за дворянки, женитба даже за дъщеря на богат търговец изисква да напуснат гвардията.